# Erdal (Askøy)
Erdal – wieś w zachodniej Norwegii w gminie Askøy w okręgu Vestland. Miejscowość leży wzdłuż Byfjorden na południowo-wschodnim wybrzeżu wyspy Askøy. Wioska leży w dolinie na północ od góry Kolbeinsvarden, najwyższej góry na wyspie. Na południe od Erdal położone są Florvåg i Kleppestø.
We wsi znajduje się kościół Erdal  i dwie szkoły, Erdal ungdomsskole i Erdal barneskole.